# Jiří Formánek
Jiří Formánek (* 14. února 1975) je český basketbalista hrající Národní basketbalovou ligu za tým BK Sadská. Hraje na pozici pivota. Je vysoký 210 cm, váží 105 kg.

## Kariéra
- 1998 – 2000 : BK SČE Děčín
- 2000 – 2002 : USK Praha
- 2002 – 2003 : BK ECM Nymburk
- 2003 – 2004 : BK Prostějov
- 2005 – 2006 : BK Kondoři Liberec
- 2006 – 2007 : BK Sadská

## Statistiky
| Sezóna   | Soutěž      | Odehrané minuty | Průměr na zápas | Body | Průměr na zápas |
| -------- | ----------- | --------------- | --------------- | ---- | --------------- |
| 1998/99  | Mattoni NBL | 556.8           | 17.4            | 193  | 6.0             |
| 1999/00  | Mattoni NBL | 433.7           | 13.6            | 145  | 4.5             |
| 2000/01  | Mattoni NBL | 104.8           | 5.5             | 26   | 1.4             |
| 2001/02  | Mattoni NBL | 399.9           | 12.9            | 97   | 3.1             |
| 2002/03  | Mattoni NBL | 120.3           | 9.3             | 40   | 3.1             |
| 2003/04  | Mattoni NBL | 39.6            | 6.6             | 11   | 1.8             |
| 2005/06  | 2. liga     | 6.9             | 6.9             | 0    | 0.0             |
| 2006/07* | Mattoni NBL | 33.1            | 6.6             | 10   | 2.0             |

 *Rozehraná sezóna - údaje k 20.1.2007 